# Punção lombar

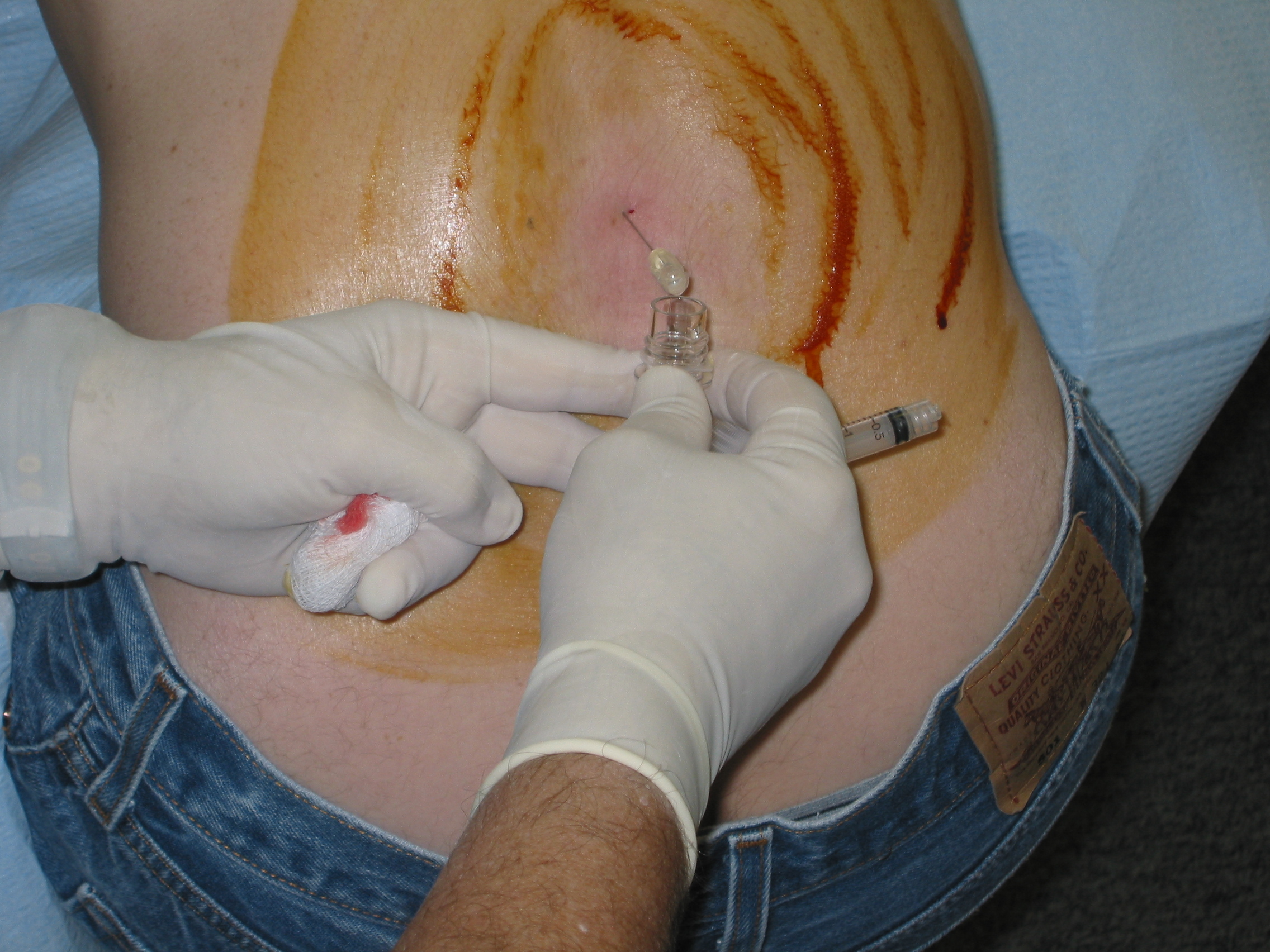
Realização de uma punção lombar

Uma punção lombar consiste na coleta do líquido cefalorraquidiano (líquor) na medula espinhal, através da utilização de uma agulha, para exame citológico e também para injeção de quimioterapia com a finalidade de impedir o aparecimento (profilaxia) de células leucêmicas no SNC ou para destruí-las quando existir doença (meningite leucêmica) nesse local. Sua principal utilização é no diagnóstico de infecções meníngeas, bem como de outras condições neurológicas. A medula espinhal é parte do sistema nervoso, que tem a forma de cordão, e por isso é chamada de cordão espinhal. É feita na maioria das vezes com anestesia local e poucas vezes com anestesia geral. Nesse último caso, é indicado em pessoas que não cooperam com o exame.

## Realização

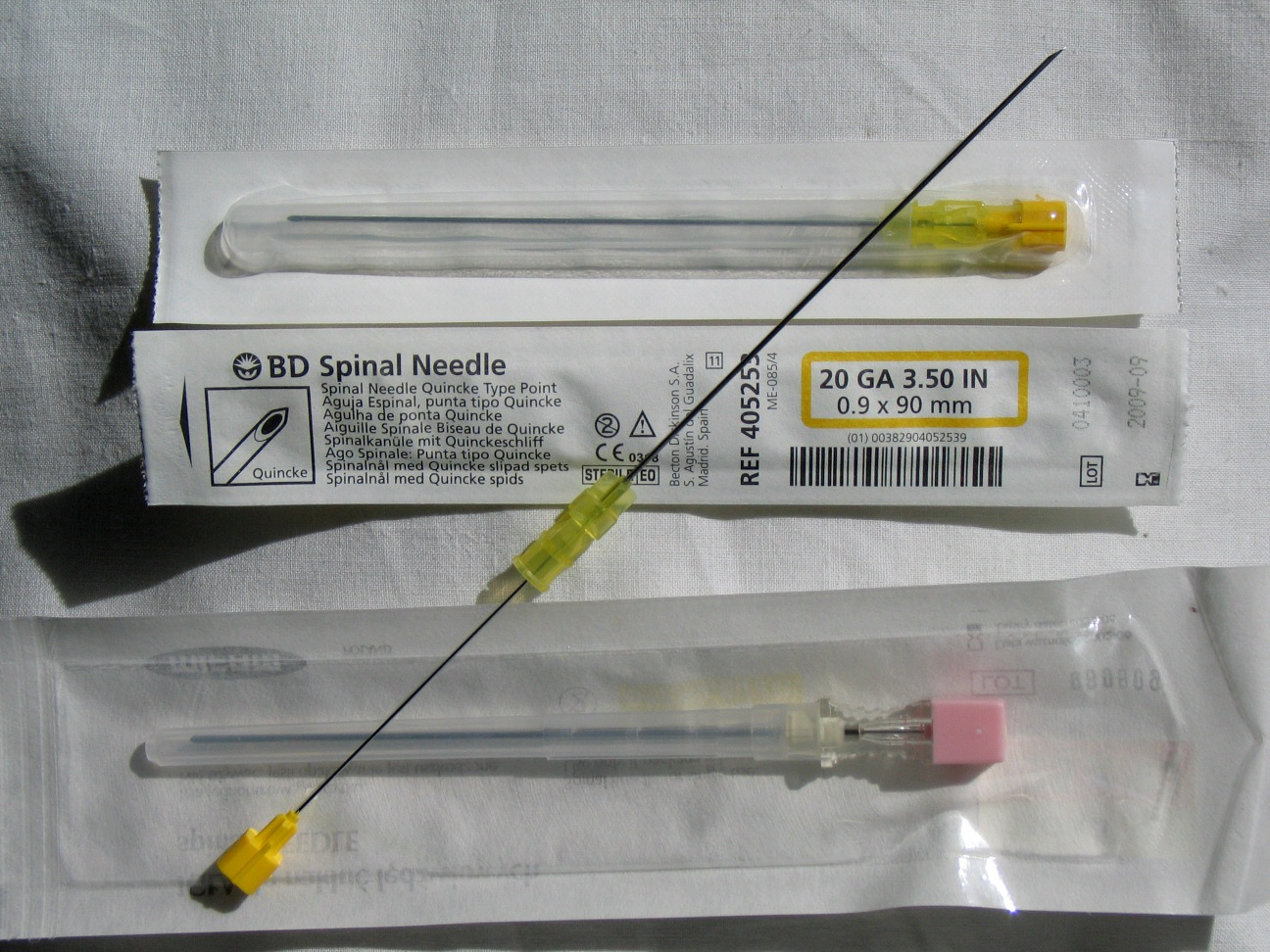
Agulhas utilizadas

Na execução, primeiro o paciente normalmente é colocado de lado com pescoço dobrado numa flexão completa e os joelhos encostados no tórax, em forma fetal. A área é preparada com técnica asséptica. Uma vez que o local apropriado é apalpado, o anestésico é injetado. A agulha espinal é inserida entre as vertebras lombares L3/L4 ou L4/L5. O estilete da agulha espinal está então retirado e são recolhidas gotas de fluido cerebroespinal. O procedimento é terminado retirando a agulha enquanto é feita pressão no local do furo. No passado, o paciente teria que deitar por pelo menos seis horas e ser monitorado para detectar sinais de problemas neurológicos, entretanto não há nenhuma evidência científica que isto provê qualquer benefício. A técnica descrita é quase idêntica a usada na anestesia espinal, exceto que anestesia espinal é mais freqüentemente terminada com o paciente em uma posição ereta. 
A posição ereta (como também pode ser feita a punção lombar) é vantajosa pois há menos distorção de anatomia espinal, o que permite retirada mais fácil de fluido. É preferida por alguns médicos quando a punção for realizada em um paciente obeso, pois fazendo-os deitar poderia causar Escoliose e marcos anatômicos incertos.

## Diagnóstico
É realizada para a medição da pressão dentro do líquido cefalorraquidiano (LCR) e coleta do mesmo para análise. 
A coleta de LCR pode ser um exame para diagnóstico de muitos distúrbios neurológicos, especialmente infecções e danos cérebro-espinais. 

## Riscos
Como a quantidade de líquido é pequena, quase não há movimentação no cérebro ou da medula espinhal. Pode ocorrer cefaleia (dor de cabeça) temporária, ou até infecção e hemorragia quando a punção não for bem realizada. 

## Links
- eMedicine: Lumbar puncture
- Medstudents: Procedures: Lumbar puncture